# Intimes Theater (Göttingen)
Das Intime Theater war ein von 1950 bis 1954 bestehendes Theater in Göttingen.

## Geschichte
Bereits 1949 gründeten engagementlose Schauspieler in einem Privathaus auf dem Hohen Weg in Göttingen ein Zimmertheater, welches aber schon im Sommer 1950 seine letzte Spielzeit hatte.
Am 2. Dezember 1950 richteten andere Künstler, ebenfalls zumeist einstige Mitglieder des früheren Theaters der Stadt Göttingen, unter Leitung von Alwin Woesthoff im Haus der Burschenschaft Holzminda wieder eine eigene Bühne ein, das Intime Theater. Es wurde mit dem Schauspiel Die Vergessenen von Ernst Nebhut eröffnet. Diese finanziell völlig auf sich gestellte Bühne spielte nur moderne Stücke und gab am 4. August 1954 ihre letzte Vorstellung. Der Intendant Woesthoff gehörte dann von 1955 bis zu seinem Tod 2003 dem Ensemble des Deutschen Theaters in Göttingen als Schauspieler und Regisseur an.